# Liste d'œuvres d'art dans les Hautes-Alpes
Cet article vise à recenser les œuvres d'art dans l'espace public dans le département des Hautes-Alpes, en France.

## Liste
Les œuvres sont classées par ordre alphabétique de communes et, au sein de celles-ci, par ordre chronologique d'installation, dans la mesure des informations disponibles.

### Sculptures
| Œuvre                                          | Auteur                            | Commune                | Localisation                           | Notes                                      | Installation | Coordonnées                      | Illustration                                   |
| ---------------------------------------------- | --------------------------------- | ---------------------- | -------------------------------------- | ------------------------------------------ | ------------ | -------------------------------- | ---------------------------------------------- |
| Buste de François Gilbert Planche              | À déterminer                      | L'Argentière-la-Bessée | Château Saint-Jean                     | Représente François Gilbert Planche.       | À déterminer | 44° 47′ 07″ nord, 6° 33′ 14″ est | Image manquante                                |
| Statue d'Edward Whymper                        | À déterminer                      | L'Argentière-la-Bessée | À déterminer                           | Représente Edward Whymper.                 | À déterminer | 44° 48′ 22″ nord, 6° 33′ 58″ est | Statue d'Edward Whymper                        |
| Buste d'Aristide Albert                        | Urbain Basset                     | Briançon               | Bibliothèque Aristide-Albert           |                                            | À déterminer | 44° 53′ 54″ nord, 6° 38′ 35″ est | Image manquante                                |
| Buste d'Ernest Jacques Barbot                  | Tony Carcenat, Jules Déchin       | Briançon               | Dans le square de Narwik               |                                            | À déterminer | à géolocaliser                   | Image manquante                                |
| La France                                      | Antoine Bourdelle                 | Briançon               | À déterminer                           |                                            | À déterminer | 44° 53′ 57″ nord, 6° 38′ 43″ est | La France                                      |
| La Justice                                     | Xavier de Fraissinette            | Briançon               | Avenue Maurice-Petsche                 |                                            | À déterminer | 44° 53′ 46″ nord, 6° 38′ 01″ est | Image manquante                                |
| Monument maçonnique                            | Raffi Sarkissian                  | Briançon               | À déterminer                           |                                            | À déterminer | à géolocaliser                   | Image manquante                                |
| Buste de Pierre Termier                        | Aimé Octobre                      | Briançon               | À déterminer                           |                                            | À déterminer | à géolocaliser                   | Image manquante                                |
| Vestale                                        | Sarah Fayolle                     | Briançon               | Sur la place Médecin-Général-Blanchard |                                            | À déterminer | 44° 53′ 53″ nord, 6° 38′ 37″ est | Image manquante                                |
| Akantha                                        | Julia Cottin                      | Château-Ville-Vieille  | À déterminer                           |                                            | À déterminer | à géolocaliser                   | Image manquante                                |
| Buste de Clovis Hugues                         | Ferdinand Faivre, Jeanne Royannez | Embrun                 | À déterminer                           | Représente Clovis Hugues.                  | 1909         | 44° 33′ 45″ nord, 6° 29′ 46″ est | Monument à Clovis Hugues                       |
| Statue du baron Charles-François de Ladoucette | Jean Marcellin                    | Gap                    | Cours Ladoucette                       | Représente Charles-François de Ladoucette. | 1866         | à géolocaliser                   | Statue du baron Charles-François de Ladoucette |
| Monument à Jean Marcellin                      | Jean-Louis-Désiré Schrœder        | Gap                    | Dans le parc de la Pépinière           |                                            | 1892         | à géolocaliser                   | Image manquante                                |
| Monument à Alexandre Surell                    | À déterminer                      | La Grave               | Tunnel du Serre du Coin (entrée est)   |                                            | 1911         | 45° 02′ 54″ nord, 6° 18′ 51″ est | Image manquante                                |
| Duende de la Bailaora                          | Muriel Rosset                     | Laragne-Montéglin      | Sur la place de la Fontaine            |                                            | 2015         | 44° 18′ 50″ nord, 5° 49′ 23″ est | Image manquante                                |
| Hommage aux paysans du Queyras                 | À déterminer                      | Molines-en-Queyras     | À déterminer                           |                                            | À déterminer | à géolocaliser                   | Image manquante                                |
| Monument à Henri Desgranges                    | Alexandre Audouze-Tabourin        | Le Monêtier-les-Bains  | Col du Galibier                        |                                            | 1949         | 45° 03′ 42″ nord, 6° 24′ 20″ est | Monument à Henri Desgranges                    |
| Monument à Robert Falcon Scott                 | À déterminer                      | Le Monêtier-les-Bains  | Col du Lautaret                        |                                            | À déterminer | à géolocaliser                   | Image manquante                                |
| Obélisque Napoléon                             | À déterminer                      | Montgenèvre            | À déterminer                           |                                            | 1804         | 44° 55′ 59″ nord, 6° 43′ 38″ est | Image manquante                                |
| La République                                  | Charles-Romain Capellaro          | Savines-le-Lac         | À déterminer                           |                                            | À déterminer | 44° 31′ 35″ nord, 6° 24′ 05″ est | Image manquante                                |

### Monuments aux morts
| Œuvre | Auteur | Commune | Localisation | Notes | Installation | Coordonnées | Illustration |
| ----- | ------ | ------- | ------------ | ----- | ------------ | ----------- | ------------ |

### Fontaines
| Œuvre                                  | Auteur       | Commune    | Localisation                   | Notes                     | Installation | Coordonnées                      | Illustration             |
| -------------------------------------- | ------------ | ---------- | ------------------------------ | ------------------------- | ------------ | -------------------------------- | ------------------------ |
| Monument à Joseph-Jean-Baptiste Albert | À déterminer | Guillestre | Sur la place du Général-Albert | Fontaine                  | 1840         | à géolocaliser                   | Image manquante          |
| Monument à Joseph Salva                | À déterminer | Guillestre | Sur la place Joseph-Salva      | Fontaine                  | À déterminer | 44° 39′ 38″ nord, 6° 39′ 03″ est | Image manquante          |
| Monument à Adrien Ruelle               | À déterminer | Veynes     | Sur la place Adrien-Ruelle     | Représente Adrien Ruelle. | À déterminer | 44° 32′ 07″ nord, 5° 49′ 34″ est | Monument à Adrien Ruelle |